# 塔季扬娜·布茨卡娅
塔季扬娜·维克托罗芙娜·布茨卡娅（羅馬化：Tat'yana Viktorovna Butskaya；1970年11月1日—），俄罗斯政治人物，第八届国家杜马代表。
1999年，她毕业于俄罗斯国立研究医科大学。2004年，她被授予医学理学副博士学位。2018年，布茨卡娅与他人共同创立了俄罗斯公共组织母亲委员会。她也是全俄人民阵线的成员。
自2021年起，她担任佩罗沃选区第八届国家杜马代表。

## 制裁
布茨卡娅于2022年因俄乌战争而受到英国政府制裁。